# Сууремыйза
Су́уреймыйза (эст. Suuremõisa park) — парк на острове Хийумаа в Эстонии, занимающий площадь в 46,4 гектара.
Парк был основан графиней Эббой Маргаретой фон Стенбок (1704—1775, урожд. Делагарди) в 1755 году при обустройстве рыцарской мызы Гросенгоф.
Большая часть парка находится перед главным зданием мызы, на западе. Парк, в большинстве своём, плоский, за исключением небольшого холма между прудами.
В парке растет около пятидесяти видов деревьев и кустарников, в том числе белая пихта, ситхинская ель и тонкочешуйчатая лиственница.
С 1958 года парк находится под охраной государства.
В 1995 году парк был внесён в Государственный регистр памятников культуры Эстонии как памятник архитектуры.